# آراگو (اورگن)
آراگو (به انگلیسی: Arago) یک منطقهٔ مسکونی در ایالات متحده آمریکا است که در اورگن واقع شده است. آراگو ۹٫۱۴ متر بالاتر از سطح دریا واقع شده است.